# Memecylon gardneri
Memecylon gardneri là một loài thực vật thuộc họ Melastomataceae. Đây là loài đặc hữu của Sri Lanka.